# بري بيبي
پري بيبي (توفيت سنة 1678) هي ابنة شايسته خان بن أبي الحسن آصف خان بن ميرزا غياث بك، في وقت وفاتها كانت مخطوبة للشاهزاده أعظمشاه الذي أضحى سُلطان مغول الهند مُحمَّد أعظمشاه. عمَّتها هي السُّلطانة ممتاز محل وعمَّتها الكُبرى هي السُّلطانة نور جهان.